# Lechytia martiniquensis
Lechytia martiniquensis es una especie de arácnido del orden Pseudoscorpionida de la familia Lechytiidae.

## Distribución geográfica
Se encuentra en la Martinica.